# Svag
Svag è un singolo del cantante svedese Victor Leksell, pubblicato il 17 gennaio 2020 come quinto estratto dal primo album in studio Fånga mig när jag faller.

## Riconoscimenti
Ai Danish Music Awards 2020, il principale riconoscimento musicale danese, il brano è stato candidato come Hit internazionale dell'anno.

## Tracce
Testi e musiche di Victor Leksell, Carl Silvergran, Felix Flygare Floderer, Kevin Högdahl e Niklas Carson Mattson.
1. Svag – 3:11

## Formazione
- Victor Leksell – voce
- Carl Silvergran – produzione
- Felix Flygare Floderer – produzione
- Niklas Carson Mattson – produzione

## Classifiche

### Classifiche settimanali
| Classifica (2020) | Posizione massima |
| ----------------- | ----------------- |
| Danimarca         | 18                |
| Norvegia          | 1                 |
| Svezia            | 1                 |

### Classifiche di fine anno
| Classifica (2020) | Posizione |
| ----------------- | --------- |
| Danimarca         | 41        |
| Norvegia          | 1         |
| Svezia            | 1         |
| Classifica (2021) | Posizione |
| Danimarca         | 46        |
| Norvegia          | 24        |
| Svezia            | 6         |
| Classifica (2022) | Posizione |
| Svezia            | 49        |
| Classifica (2023) | Posizione |
| Svezia            | 73        |
| Classifica (2024) | Posizione |
| Svezia            | 92        |